# Ligne Senseki
La ligne Senseki (仙石線, Senseki sen) est une ligne ferroviaire dans la préfecture de Miyagi, au Japon. Elle appartient au réseau de la compagnie East Japan Railway Company (JR East). La ligne relie la gare d'Aoba-dōri à Sendai à la gare d'Ishinomaki à Ishinomaki, et dessert la zone côtière centrale de la préfecture de Miyagi, en particulier la région de Matsushima. La ligne comprend également une branche de la JR Freight desservant le port d'Ishinomaki.
Le nom Senseki (仙石) provient de la combinaison du premier kanji de Sendai (仙台) et d'Ishinomaki (石巻), les deux villes reliées par la ligne.

## Histoire
La ligne est mise en service le 5 juin 1925  entre Sendai et Nishi-Shiogama par la compagnie Miyagi Electric Railway. Elle est ensuite prolongée par étapes jusqu'à Ishinomaki entre 1926 et 1928. En 1944, la Miyagi Electric Railway est nationalisée et la ligne est nommée ligne Senseki. 
La ligne est partiellement détruite à la suite du séisme de 2011 de la côte Pacifique du Tōhoku. Les services reprennent partiellement à partir du mois de mai 2011, mais la ligne n'est entièrement remise en état qu'en mai 2015.

## Caractéristiques

### Ligne
- Longueur : 49,0 km (ligne) + 1,8 km (branche fret Rikuzen Yamashita - port d'Ishinomaki)
- Ecartement : 1 067 mm
- Nombre de voies : 
  - Double voie d'Aoba-dōri à Higashi-Shiogama
  - Voie unique de Higashi-Shiogama à Ishinomaki

### Tracé
|  |

### Services et interconnexions
La partie la plus fréquentée de la ligne est entre Aoba-dōri et Higashi-Shiogama, dans la banlieue de Sendai. 
Depuis l'ouverture en 2015 d'un raccord entre la ligne Senseki et la ligne principale Tōhoku, les trains rapides allant au-delà de Takagimachi empruntent désormais la ligne Tōhoku entre les gares de Sendai et Takagimachi, ce qui permet de gagner une dizaine de minutes.

### Liste des gares

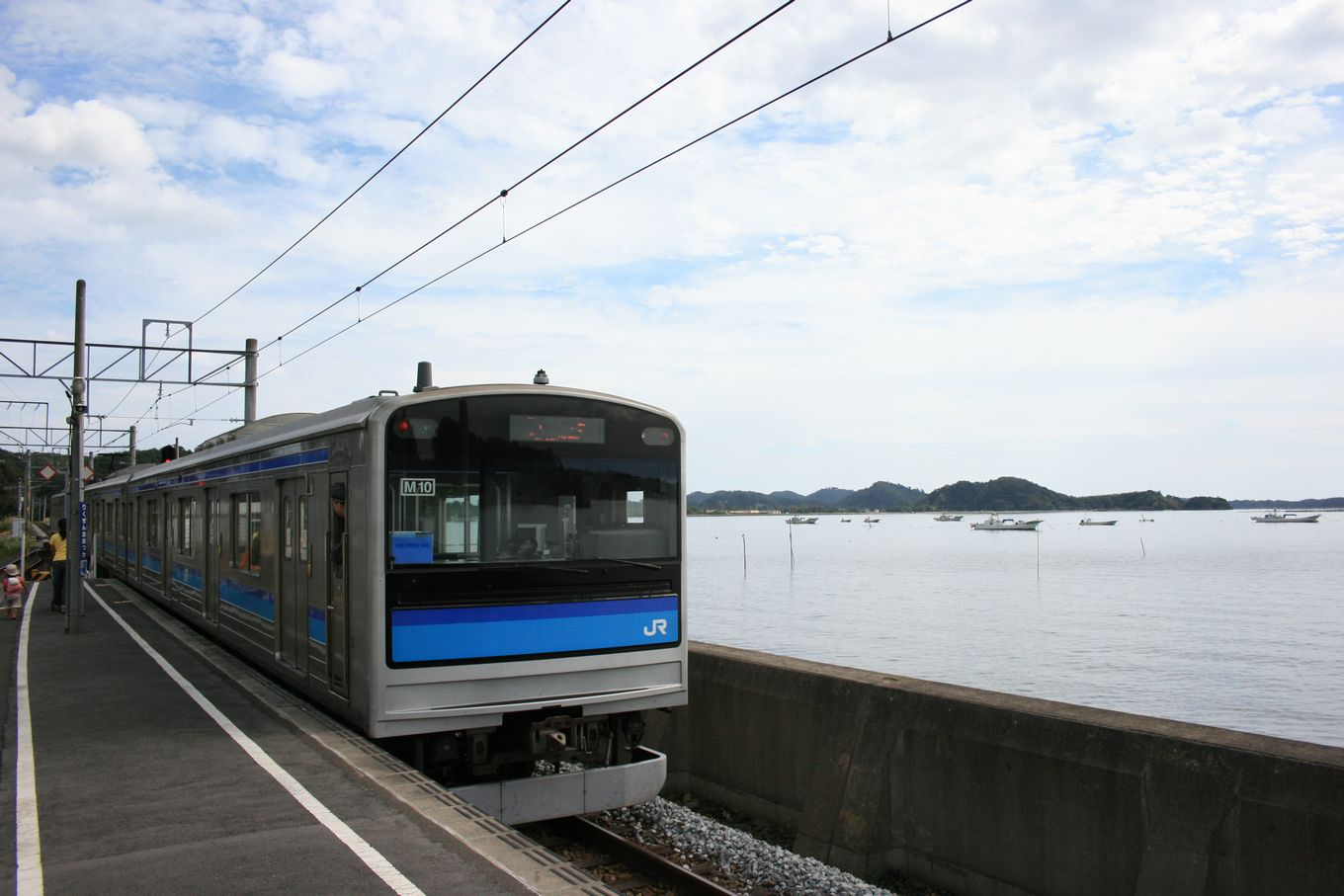
La ligne à Rikuzen-Ōtsuka

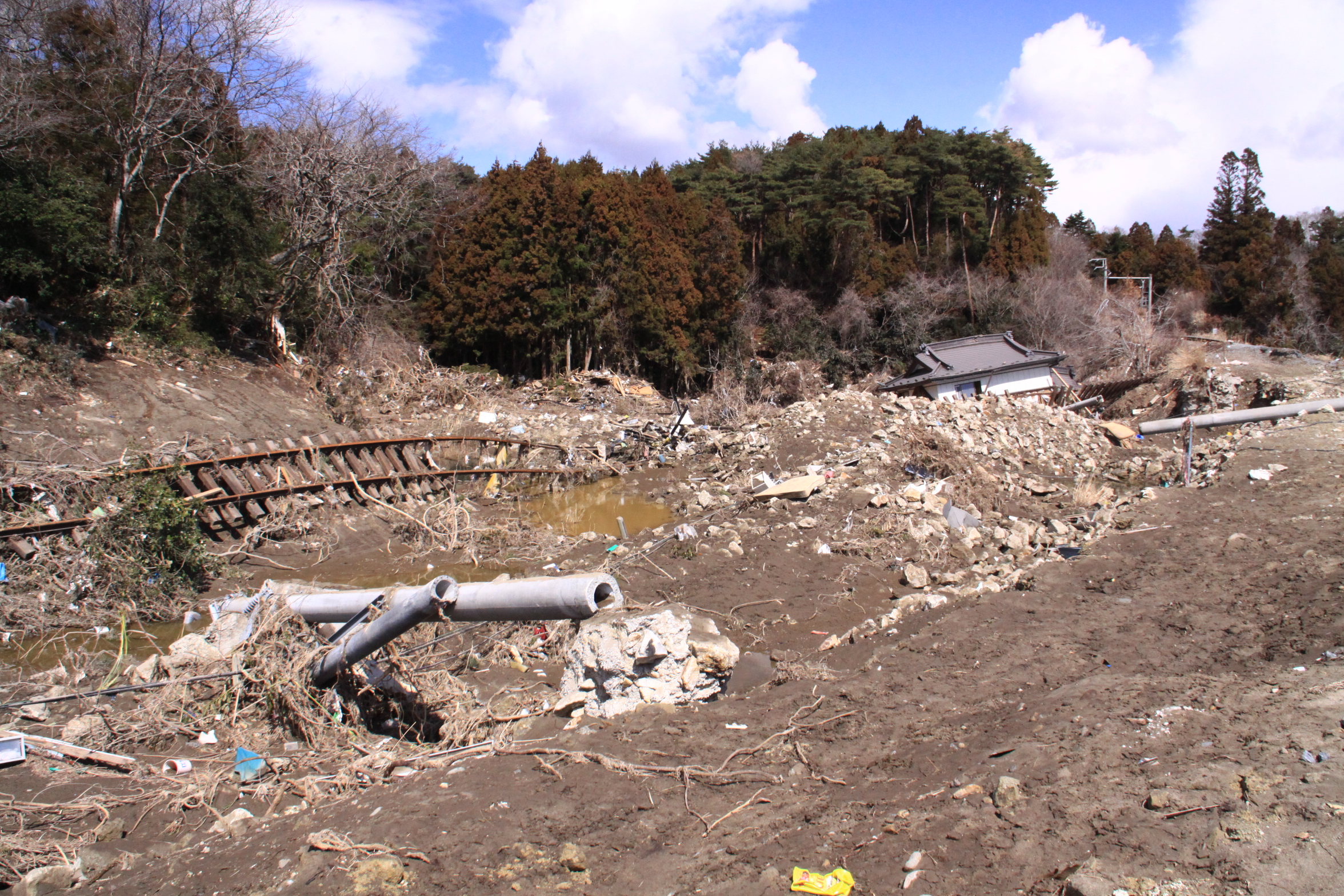
La ligne Senseki détruite au niveau de Higashimatsushima en 2011

| Gare                | Nom japonais | Distance depuis Aoba-dōri (km) | Correspondances | Ville             |
| ------------------- | ------------ | ------------------------------ | --- | ----------------- |
| Aoba-dōri           | あおば通     | 0                              | Métro de Sendai : Namboku | Sendai            |
| Sendai              | 仙台         | 0,5                            | JR East Shinkansen : Akita, Tōhoku JR East : Jōban, Senzan, Tōhoku Sendai Airport Transit : Aéroport de Sendai Métro de Sendai : Namboku, Tōzai | Sendai            |
| Tsutsujigaoka       | 榴ヶ岡       | 1,3                            | | Sendai            |
| Miyaginohara        | 宮城野原     | 2,4                            | | Sendai            |
| Rikuzen-Haranomachi | 陸前原ノ町   | 3,2                            | | Sendai            |
| Nigatake            | 苦竹         | 4,0                            | | Sendai            |
| Kozurushinden       | 小鶴新田     | 5,6                            | | Sendai            |
| Fukudamachi         | 福田町       | 7,7                            | | Sendai            |
| Rikuzen-Takasago    | 陸前高砂     | 8,6                            | | Sendai            |
| Nakanosakae         | 中野栄       | 10,3                           | | Sendai            |
| Tagajō              | 多賀城       | 12,6                           | | Tagajō            |
| Geba                | 下馬         | 14,4                           | | Tagajō            |
| Nishi-Shiogama      | 西塩釜       | 15,2                           | | Shiogama          |
| Hon-Shiogama        | 本塩釜       | 16,0                           | | Shiogama          |
| Higashi-Shiogama    | 東塩釜       | 17,2                           | | Shiogama          |
| Rikuzen-Hamada      | 陸前浜田     | 20,3                           | | Rifu              |
| Matsushimakaigan    | 松島海岸     | 23,2                           | | Matsushima        |
| Takagimachi         | 高城町       | 25,5                           | JR East : Senseki-Tōhoku (interconnexion) | Matsushima        |
| Tetaru              | 手樽         | 27,3                           | | Matsushima        |
| Rikuzen-Tomiyama    | 陸前富山     | 28,6                           | | Matsushima        |
| Rikuzen-Ōtsuka      | 陸前大塚     | 30,8                           | | Higashimatsushima |
| Tōna (ja)           | 東名         | 32,2                           | | Higashimatsushima |
| Nobiru              | 野蒜         | 33,4                           | | Higashimatsushima |
| Rikuzen-Ono         | 陸前小野     | 36,0                           | | Higashimatsushima |
| Kazuma              | 鹿妻         | 37,6                           | | Higashimatsushima |
| Yamoto              | 矢本         | 40,2                           | | Higashimatsushima |
| Higashi-Yamoto      | 東矢本       | 41,6                           | | Higashimatsushima |
| Rikuzen-Akai        | 陸前赤井     | 43,1                           | | Higashimatsushima |
| Ishinomakiayumino   | 石巻あゆみ野 | 45,2                           | | Ishinomaki        |
| Hebita              | 蛇田         | 46,6                           | | Ishinomaki        |
| Rikuzen-Yamashita   | 陸前山下     | 47,6                           | | Ishinomaki        |
| Ishinomaki          | 石巻         | 49,0                           | JR East : Ishinomaki (interconnexion) | Ishinomaki        |

### Matériel roulant

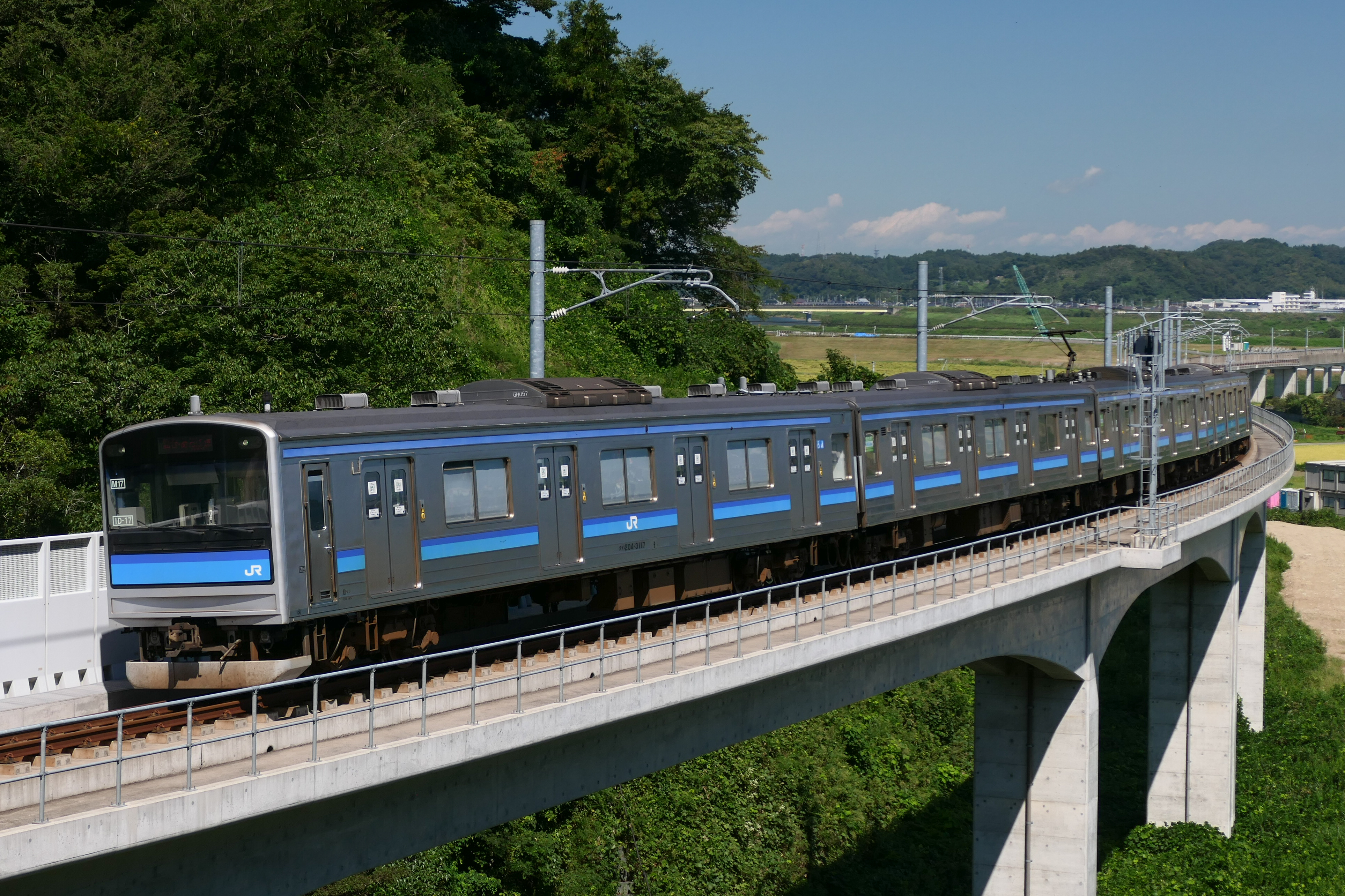
Série 205-3100
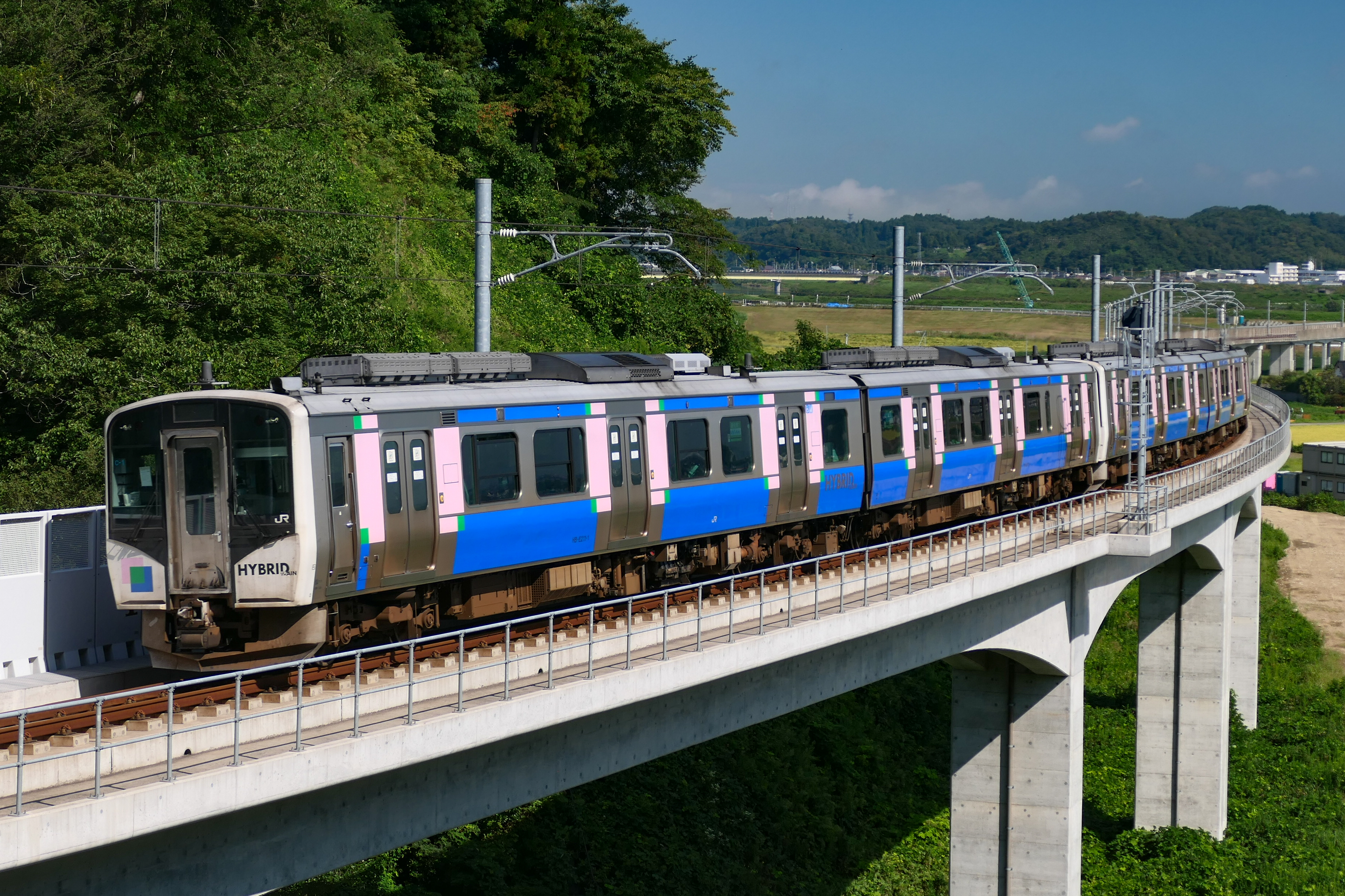
Série HB-E210